# Mercedes-Benz OH 1621
El chasis de Omnibus Mercedes-Benz OH 1621 L fue un producto de las filiales latinoamericanas de la firma alemana, destinadas al transporte urbano y suburbano de pasajeros.
El OH 1621 L era un chasis de entrada semibaja (es decir, con el piso de la mitad anterior del chasis 20 cm más baja que en los buses tradicionales) creado para satisfacer la nueva reglamentación de acceso universal que comenzó a regir a fines de la década del 90 en la Ciudad de Buenos Aires, y como respuesta al lanzamiento de la versión de entrada semibaja del producto emblema de la carrocera devenida en terminal automotriz: El Detalle OA101.
La nueva reglamentación de la Comisión Nacional Reguladora del Transporte instaba a las empresas de transporte urbano de la ciudad mencionada que las unidades cero kilómetro debían tener acceso universal para las personas con movilidad reducida, en especial para los usuarios de sillas de ruedas, por lo cual, las unidades debían contar con un piso con despeje menor al habitual, elevadores o rampas para sillas de ruedas, y un espacio como mínimo para la ubicación de las sillas, además de que el motor debía ubicarse en el extremo trasero de la unidad y de que la suspensión debía ser neumática. A fines de 1996, la firma El Detalle lanzó la versión de entrada semibaja de su OA101, y meses después, Mercedes-Benz respondió con el OH 1621 L, el cual contaba con la misma motorización del OHL 1420. A fines de ese año, El Detalle lanza el OA105, de entrada superbaja (40 cm de despeje del suelo). Mercedes-Benz luego respondió con el lanzamiento de los OH 1521 Lsb (una versión de entrada superbaja del OH 1621 L) y OH 1721 Lsb (versión alargada del 1521). Paralelo al lanzamiento de estos dos chasis, el OH 1621 L se siguió produciendo para empresas de menores recursos iguales y distintos
Tras la Crisis de diciembre de 2001, el poder adquisitivo de las empresas se redujo drásticamente, motivo por el cual se pidió una excepción al reglamento de unidades nuevas. Varias empresas entonces comenzaron a adquirir minibuses (carrozados sobre el chasis LO 814) en detrimento de las unidades de motor trasero. Mercedes-Benz discontinuó la producción de los OH 1521 y 1721, manteniendo en producción al OH 1621 y agregando como alternativa el midibus OH 1115 Lsb. Al ver que las empresas se volcaban al midibus, en 2003 se discontinuó la producción del chasis, siendo cubierto el segmento por la importación del chasis O 500 U
El OH 1621 L no debe ser confundido con el OH 1621 R brasilero o el OH 1621 Lsb Bluetec 5, evolución del OH 1618 Lsb

## Motor
- OM 366 LA
- Posicionamiento/Ubicación
- Longitudinal / Trasero
- Ciclo: diésel cuatro tiempos
- Alimentación: Turbo c/ intercamb./
- Cilindrada (cm³): 5958
- Cilindros: 6
- Potencia máxima @ r. p. m. 210 CV @ 2600
- Par motor max. @ r. p. m. 65 kgm @ 1400
- Refrigeración: agua
- Sistema de combustible: inyección directa
- Combustible: gas oil

## Transmisión
- Caja de cambios autom de 4 marchas
- Allison MT 643
- Tipo y Mando Embrague -
- Cantidad de Velocidades 4 + M.A.
- Relación Final Eje Trasero 5,29 : 1

## Sistema eléctrico
Tensión (volts) 24. Batería: 2 x 12 V

## Suspensión
Delantera-Tipo: neumática. 4 amortiguadores.
Trasera-Tipo: neumática. 4 amortiguadores.

## Frenos
De servicio, tipo-Asistencia Neumáticos Doble Circuito
Delanteros/Traseros: tambor
Motor Sí

## Rodado
Llanta Disco 7,50 x 20
Neumáticos 10,00 R 20 PR 16

## Dimensiones
- Largo (mm) 10298
- Ancho (mm) 2496
- Alto (mm) 3200
- Distancia entre ejes (mm) 5250/5900
- Trocha delantera (mm) 2120
- Trocha trasera (mm) ¿1959?
- Voladizo delantero (mm): 2386
- Distancia entre ejes (mm): 5950
- Voladizo trasero (mm): 2498
- Diámetro de Giro (m) 22,13

## Equipamientos estándar
Retardador de Frenos
Velocidad Máxima 95 km/h
OPCIONALES 
Neumáticos 275 / 80 R 22,5
Llantas 7,50 x 22,5

## Dirección
Dirección hidráulica ZF asistida

## Ejes
Eje delantero Eaton
Eje trasero Eaton 

## Abastecimiento (L)
- Combustible 210
- Aceite en el cárter (max / min) 15 / 11
- Caja de cambios 15
- Carcasa diferencial (eje trasero) 16
- Dirección hidráulica 8,2
- Sistema de refrigeración 27

## Otros
- Capacidad óptima Pax -
- Capacidad de Combustible (L) 210

Carga útil (kg) 11300

## Carroceras de buses en Argentina
- Marcopolo Torino (1997-2003)
- Eivar (1997-2001)
- Ottaviano (1997-1999) / Ottaviano Amo II (1998-2001)
- La Favorita (1998-2004)
- Metalpar Fénix (1998-2001) / Metalpar Milonga (1998-2003)
- Ugarte (1998-2003)
- Galicia (1998-2002)
- Alasa (1998-2001)
- Peveri (1998-2001)
- Bimet (1998-2000)
- San Juan (1998-2000)
- Platacar (1998-2000)
- Splendid (1998-2000)
- MOQSA (1998-2000)
- San Miguel (1998-1999)
- Todo Bus (1999)